# مقاومة مكتسبة نظامية

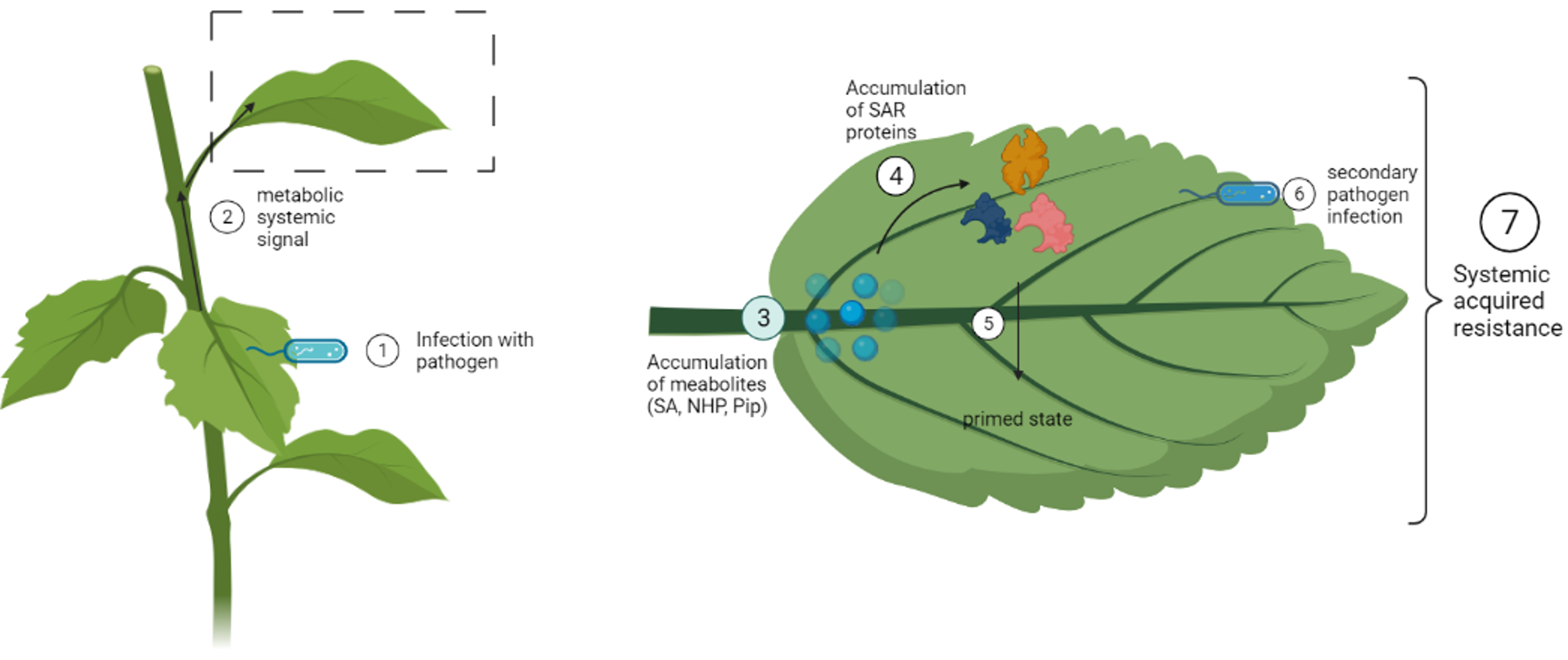
الاستجابة النظامية (كامل أجزاء النبات) بعد الإصابة بالممراض.

المقاومة المكتسبة النظامية أو المقاومة المكتسبة المجموعية (بالإنجليزية: Systemic acquired resistance)‏ هي استجابة مقاومة "لجميع أجزاء النبات" تحدث بعد إصابة موضعية سابقة بممراض. المقاومة المكتسبة النظامية مماثلة لجهاز المناعة الفطري لدى الحيوانات، ورغم وجود عدة وجوه مشتركة بين النظامين، يُعتقد أن هذه الوجوه المشتركة جائت نتيجة تطور تقاربي. المقاومة المكتسبة النظامية تعتمد على هرمون النبات حمض الساليسيليك.

## الآلية
لدى النباتات عدة آلية مناعية لمجابهة العداوى والضغوط البيئية، وحين تصاب بواسطة ممراضاتٍ يتعرف جهاز المناعة على الأنماط الجزيئة المرتبطة بالممراض (ݕامݕ PAMP) عبر مستقبلات التعرف على الأنماط، ويسبِّب ذلك المناعة المحفزة بالݕامݕ (PTI). تملك بعض الممراضات مؤثرات [الإنجليزية] أو مستفعلات تثبط المناعة التي يحدثها التعرف على الݕامݕات وتُسبِّب التعرضية المحفزة بالمؤثر (ETS) وفيها يتمكن الممراض من تثبيط الاستجابة المناعية المحفزة بواسطة مستقبلات التعرف على الأنماط ويتهرب من المناعة، ما يسمح له بالانتشار في المضيف. نتيجة لذلك طورت النباتات جينات مقاومة [الإنجليزية] تُرمِّز بروتينات قادرة على التعرف على مؤثرات الممراضات حديثة التطور وبذلك تنتج مناعة تسمى المناعة المحفزة بالمؤثر [الإنجليزية] (ETI). غالبا ما ينتج عن المناعة المحفزة بالمؤثر نوع من موت الخلية المبرمج يسمى الاستجابة فرط التحسسية. يمكن للممراضات بعدها تطوير مؤثرات جديدة للتغلب على المناعة المحفزة بالمؤثر وبدورها تستجيب النباتات لذلك بتطوير جينات مقاومة جديدة للتعرف على مؤثرات الممراض الجديدة وتوفير مناعة محفزة بمؤثر جديدة.
حين تُفعَّل المناعة المحفزة بالݕامݕ والمناعة المحفزة بالمؤثر في نسيج نباتي مصاب بعدوى موضعية، يحدث تأشير تسلسلي يُسبب استجابة مناعية عبر كامل أجزاء النبات. تسمى هذه الاستجابة المناعية "لجميع أجزاء النبات" بالمقاومة المكتسبة النظامية، وتتميز بتراكم مستقلبات النبات وإعادة البرمجة الجينية موضعيا ومجموعيا (بمحيط الأنسجة التي لم تتعرض للعدوى). تم إثبات أن حمض الساليسيليك وحمض N-هيدروكسي بيبكوليك (NHP) هما المستقلبان اللذان يتراكمان أثناء المقاومة المكتسبة النظامية. تُبدي النباتات التي لها إنتاج منخفض أو منعدم لحمض الساليسيليك وPip (سلف لـNHP) مقاومة مكتسبة نظامية منخفضة أو منعدمة بعد الاصابة بممراض.